# Hackensack (Minnesota)
Pour les articles homonymes, voir Hackensack.

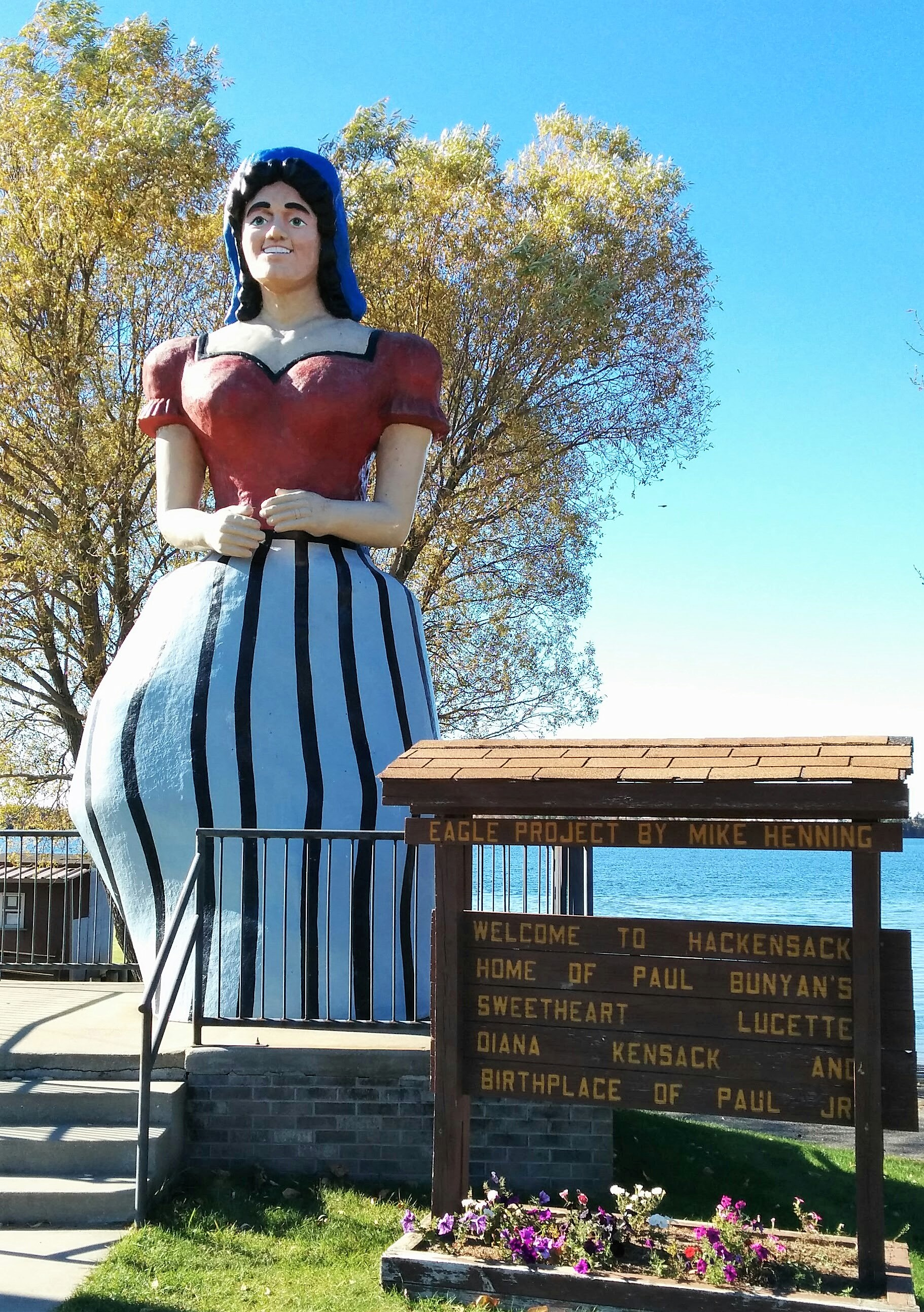

La ville américaine de Hackensack est située dans le comté de Cass, dans l’État du Minnesota. Sa population s’élevait à 313 habitants lors du recensement de 2010, estimée à 309 habitants en 2017.

## Démographie
| Groupe            | Hackensack | Minnesota | États-Unis |
| ----------------- | ---------- | --------- | ---------- |
| Blancs            | 95,9       | 85,3      | 72,4       |
| Métis             | 3,2        | 2,4       | 2,9        |
| Amérindiens       | 1,0        | 1,1       | 0,9        |
| Autres            | 0          | 11,2      | 23,8       |
| Total             | 100        | 100       | 100        |
|                   |            |           |            |
| Latino-Américains | 0,3        | 4,7       | 16,7       |

Selon l'American Community Survey, pour la période 2011-2015, 98,81 % de la population âgée de plus de 5 ans déclare parler anglais à la maison, alors que 1,19 % déclare parler l'espagnol.

## Source
- (en) Cet article est partiellement ou en totalité issu de l’article de Wikipédia en anglais intitulé « Hackensack, Minnesota » (voir la liste des auteurs).

1. ↑  (en) « Hackensack, MN Population - Census 2010 and 2000 », sur censusviewer.com.
2. ↑  (en) « Population of Minnesota - Census 2010 and 2000 », sur censusviewer.com.
3. ↑  (en) « Language spoken at home by ability to speak english for the population 5 years and over », sur factfinder.census.gov.